# Chip butty
Il chip butty è un panino diffuso in Irlanda e nel Regno Unito con patate fritte, burro e salse a piacere (ketchup, maionese, e/o aceto di malto). Il chip butty viene servito nei negozi di fish and chips, e in altri punti di ristoro informali Oltremanica.

## Alimenti simili
A seconda del tipo di pane usato, il chip butty può prendere altri nomi come chip roll, chip muffin, chip Bap, chip cob o chip Barm.
Nell'Inghilterra settentrionale esiste una variazione del chip butty conosciuta come scallop butty, dove si usano le potato scallops (fette di patate pastellate e fritte) al posto delle patatine fritte.
Altri due panini con le patatine sono il sudafricano Gatsby e la belga mitraillette.